# أوسترا فيتيري
أوسترا فيتيري هي بلدة وبلدية في منطقة ماركي، إيطاليا، بالقرب من أوسترا الحديثة، جنوب شرق سينيغاليا.
كان الاسم الأصلي للبلدة هو مونتينوفو. في عام 1882، تم تغيير الاسم إلى أوسترا فيتيري، نسبة إلى أنقاض مدينة أوسترا الرومانية القديمة، الواقعة بالقرب من البلدة الحديثة على طول نهر ميسا.